# O, hur stort att tro på Jesus uti unga år
O, hur stort att tro på Jesus uti unga år är en barnpsalm av den svensk-amerikanske psalmförfattaren Andrew L Skoog. 
Sången har fyra verser med fyra strofer i varje samt en 4-radig refräng. Den finns publicerad i predikanten Emil Gustafsons psalmboks 5:e upplaga Hjärtesånger 1895 5:e upplagan. Uppgift om melodi saknas, men Oscar Lövgren uppger i sitt Psalm- och sånglexikon (1964), att det är författaren själv som komponerat melodin.

## Publicerad i
- Lilla Basunen 1890 onumrerad under rubriken "Ungdomssång".
- Hjärtesånger 1895 som nr 249 under rubriken "Barnsånger" med titeln "I unga år".
- Svensk söndagsskolsångbok 1908 som nr 182 under rubriken "Jesu efterföljelse".
- Lilla Psalmisten 1909 som nr 191 under rubriken "Lovsånger".
- Samlingstoner 1919 som nr 46 under rubriken "Ungdomssånger".
- Frälsningsarméns sångbok 1929 som nr 572 under rubriken "Speciella sånger - Ungdomen".
- Musik till Frälsningsarméns sångbok 1930 som nr 572.
- Frälsningsarméns sångbok 1968 som nr 694 under rubriken "Barn och ungdom. Barninvigning".